# Леукофиллум
Леукофиллум (лат. Leucophyllum) — род двудольных цветковых растений, включённый в семейство Норичниковые (Scrophulariaceae). Ранее выделялся в семейство Миопоровые (Myoporaceae).

## Название
Название «леукофиллум», данное роду французским ботаником Эме Бонпланом, происходит от греч. λευκός — «белый» и греч. φύλλων — «лист», что относится к серебристо-белой окраске листьев растений.
Более позднее название Terania, данное одному из видов этого рода Жаном-Луи Берландье, происходит от фамилии мексиканского революционера Мануэля Миера-и-Терана (1789—1832). Название Джесси Мора Гринмана Faxonanthus образовано от фамилии американского ботаника Эдвина Фэксона (1823—1898).

## Ботаническое описание
Род объединяет небольшие вечнозелёные кустарники, покрытые густым бархатистым опушением. Листья сидячие или на небольших черешках, очерёдно расположенные, с простым краем, в очертании от линейных до продолговато-лопатчатых.
Цветки на заметных цветоножках, пятидольчатые. Доли чашечки равные, лепестки венчика почти равные. Окраска цветков может быть сиреневой, розоватой или белой. Тычинки в количестве 4. Пестик с головчатым или двудольным рыльцем и яйцевидной завязью.
Плод — коробочка, при созревании рассыпающаяся. Семена многочисленные, продолговатой формы.

## Ареал
В естественных условиях леукофиллумы произрастают в засушливых регионах юго-запада Северной Америки. Наибольшее видовое разнообразие наблюдается в Техасе. Самый распространённый вид — Leucophyllum frutescens.
Леукофиллумы часто выращиваются в качестве декоративных растений. Завезены в Евразию. Леукофиллумы светолюбивы, взрослые растения засухоустойчивы.

## Таксономия
|  |                                      |  |                                                         |                                                         |                        |  | ещё 22 семейства (согласно Системе APG III) |                    |                    |                                              |
|  |                                      |  |                                                         |                                                         |                        |  |                                             |                    |                    | 12—14 видов, типовой — Leucophyllum ambiguum |
|  |                                      |  |                                                         | порядок Ясноткоцветные                                  |                        |  |                                             |                    | род Леукофиллум    |                                              |
|  |                                      |  |                                                         | порядок Ясноткоцветные                                  |                        |  |                                             |                    | род Леукофиллум    |                                              |
|  | отдел Цветковые, или Покрытосеменные |  |                                                         |                                                         | семейство Норичниковые |  |                                             |                    |                    |                                              |
|  | отдел Цветковые, или Покрытосеменные |  |                                                         |                                                         |                        |  |                                             |                    |                    |                                              |
|  |                                      |  | ещё 58 порядков цветковых растений (по Системе APG III) | ещё 58 порядков цветковых растений (по Системе APG III) |                        |  |                                             | ещё более 85 родов | ещё более 85 родов |                                              |
|  |                                      |  |                                                         | ещё 58 порядков цветковых растений (по Системе APG III) |                        |  |                                             |                    | ещё более 85 родов |                                              |

### Синонимы
- Faxonanthus Greenm., 1902
- Terania Berland., 1832

### Виды
По информации базы данных The Plant List (2013), род включает 15 видов

- Leucophyllum alejandrae G.L.Nesom, 1993
- Leucophyllum ambiguum Bonpl., 1812
- Leucophyllum candidum I.M.Johnst., 1941
- Leucophyllum flyrii B.L.Turner, 1972
- Leucophyllum frutescens (Berland.) I.M.Johnst., 1924 — Леукофиллум кустарниковый
- Leucophyllum hintoniorum G.L.Nesom, 1991
- Leucophyllum laevigatum Standl., 1924
- Leucophyllum langmaniae Flyr, 1985
- Leucophyllum minus A.Gray, 1859
- Leucophyllum pringlei (Greenm.) Standl., 1924
- Leucophyllum pruinosum I.M.Johnst., 1941
- Leucophyllum revolutum Rzed., 1955
- Leucophyllum ultramonticola Flyr, 1985
- Leucophyllum zygophyllum I.M.Johnst., 1940